# Okoljska bolezen
Okóljske bolézni so vse tiste bolezni, ki jih povzročajo okoljski dejavniki, in ne tiste, ki se prenašajo gensko ali z okužbo. Poleg pravih monogenskih genetskih motenj se lahko določi razvoj okoljske bolezni v konkretni situaciji. Stres, trpinčenja in duševne zlorabe, prehrane, izpostavljenost toksinom, patogenov, sevanja in kemikalij najdemo skoraj v vseh izdelkih za osebno nego in čistil za gospodinjstvo, in prav vsi ti vzroki so možni za velik segment, ki niso dedne bolezni. Če je bolezen rezultat genetskih in okoljskih faktorjev, se lahko govori o multifaktorskem vzorcu. 
Obstaja veliko različnih vrst okoljskih bolezni:
- Bolezni življenjskega sloga: kardiovaskularne bolezni, bolezni zaradi zlorabe snovi, kot so alkoholizem in s kajenjem povezane bolezni.
- Bolezni zaradi fizičnih dejavnikov v okolju, kot je kožni rak, ki ga povzroča prekomerna izpostavljenost ultravijoličnemu sevanju in sončni svetlobi.
- Bolezni zaradi izpostavljenosti kemikalijam v okolju, kot so toksične kovine.
- Te bolezni lahko mutirajo in uspevajo v nenaravnem okolju in lahko prizadenejo narod, kot tudi posameznika.

## Kategorije okoljskih bolezni
- Najprej so tiste, ki jih povzročajo starodavne kovine (svinec, živo srebro) in druge kovine (arzen, fosfor, cink).
- Novejše kovine (berilij, kadmij, krom, mangan, nikelj, kobalt, osmij, platina, selen, telur, talij, uran).
- Okoljske bolezni, ki jih povzročajo aromatske ogljikove spojine (benzen, fenol), aromatski nitro in amino derivati (nitrobenzen), alifatske spojine ogljika lahko pravtako povzročiko okoljske bolezni (metanol, nitroceluloza, nitroglicerin in halogenirani ogljikovodiki: metilklorid, metilbromid, trikloroetilen, vključen je tudi ogljikov disulfid, akrilonitril in vinilklorid.
- Drugi pomembni kemični vzroki so škodljivi plini, ki jih razdelimo na: dušik, metan, ogljikov dioksid, ogljikov monoksid, vodikov cianid, žveplov dioksid, amonijak, klor, fluor in njegove spojine.